# Анамниота
Анамниота су животиње које не поседују ембрионалне омотаче: амнион, хорион и алантоис. Од ембрионалних омотача они имају само жуманцетну кесу. Припадају им нижи кичмењаци: рибе и водоземци.
- BioNet škola